# Plošča Jakuba Kolasa (metropolitana di Minsk)
La stazione di Plošča Jakuba Kolasa (Плошча Якуба Коласа), in russo Ploščad' Jakuba Kolasa (Площадь Якуба Коласа), è una stazione della metropolitana di Minsk, sulla linea Maskoŭskaja.